# Liste des voies du 6e arrondissement de Marseille
Cette liste énumère les principales voies du 6e arrondissement de Marseille.
- Haut – A
- B
- C
- D
- E
- F
- G
- H
- I
- J
- K
- L
- M
- N
- O
- P
- Q
- R
- S
- T
- U
- V
- W
- X
- Y
- Z

## A
- Rue de l'Abbé Féraud
- Rue Albert Chabanon
- Rue Aldebert
- Rue Alfred de Musset
- Rue d'Alger
- Rue des Amoureux
- Traverse des Amoureux
- Boulevard André Aune
- Rue André Poggioli
- Rue d'Angkor
- Rue des Antilles
- Rue d'Arcole
- Rue Armand-Bédarride
- Rue Armény
- Rue d'Aubagne
- Rue Auguste Blanqui
- Rue Augustin Fabre
- Rue d'Austerlitz
- Rue d'Avignon

- Haut – A
- B
- C
- D
- E
- F
- G
- H
- I
- J
- K
- L
- M
- N
- O
- P
- Q
- R
- S
- T
- U
- V
- W
- X
- Y
- Z

## B
- Boulevard Baille
- Rue Balthazar-Dieudé
- Rue Basse Sainte-Philomène
- Rue Beaujour
- Rue Bel Air
- Rue de Belloi
- Rue des Bergers
- Rue Berlioz
- Rue Bonnefoy
- Rue des Bons Enfants
- Rue Bossuet
- Rue du Bourdon
- Rue Breteuil
- Rue des Brusques
- Rue Bussy l'Idien

- Haut – A
- B
- C
- D
- E
- F
- G
- H
- I
- J
- K
- L
- M
- N
- O
- P
- Q
- R
- S
- T
- U
- V
- W
- X
- Y
- Z

## C
- Rue du Cambodge
- Square Cantini
- Place Castellane
- Traverse Casse Cou
- Rue Château Payan
- Rue Chauvelin
- Rue du Christ
- Rue Christophe Colomb
- Traverse du Cimetière des Juifs
- Rue Clémence
- Place du Colonel Edon
- Rue du Commandant Imhaus
- Avenue de Constantine
- Place de la Corderie Henri Bergasse
- Avenue de Corinthe
- Rue de Crémone
- Impasse Crapelet
- Montée de la Croix
- Rue Crudère

- Haut – A
- B
- C
- D
- E
- F
- G
- H
- I
- J
- K
- L
- M
- N
- O
- P
- Q
- R
- S
- T
- U
- V
- W
- X
- Y
- Z

## D
- Rue Dejean
- Avenue de Delphes
- Rue du Docteur Albert Schweitzer
- Rue du Docteur Combalat
- Rue du Docteur Escat
- Rue du Docteur François Morucci
- Rue du Docteur Jean Fiolle
- Rue Dragon
- Impasse Dragon

- Haut – A
- B
- C
- D
- E
- F
- G
- H
- I
- J
- K
- L
- M
- N
- O
- P
- Q
- R
- S
- T
- U
- V
- W
- X
- Y
- Z

## E
- Rue Edmond Rostand
- Rue Édouard Delanglade
- Rue Édouard Pons
- Rue Émile Pollak
- Rue Ernest Barbut
- Place Estrangin Pastré
- Rue Eydoux
- Rue d'Eylau

- Haut – A
- B
- C
- D
- E
- F
- G
- H
- I
- J
- K
- L
- M
- N
- O
- P
- Q
- R
- S
- T
- U
- V
- W
- X
- Y
- Z

## F
- Rue Falque
- Place Félix Baret
- Rue Fénélon
- Rue Ferdinand Rey
- Rue Fongate
- Rue Fontange
- Rue du Fort du Sanctuaire
- Rue François Brion
- Rue des Frères Merlo
- Rue de Friedland

- Haut – A
- B
- C
- D
- E
- F
- G
- H
- I
- J
- K
- L
- M
- N
- O
- P
- Q
- R
- S
- T
- U
- V
- W
- X
- Y
- Z

## G
- Traverse Gazzino
- Rue de Genes
- Cours Gouffé
- Rue Grignan
- Passage Groupe Provence
- Rue de la Guadeloupe
- Impasse de la Guadeloupe
- Rue de Guinée
- Rue Gustave Ricard
- Rue Gyptis

- Haut – A
- B
- C
- D
- E
- F
- G
- H
- I
- J
- K
- L
- M
- N
- O
- P
- Q
- R
- S
- T
- U
- V
- W
- X
- Y
- Z

## H
- Rue Hésus

- Haut – A
- B
- C
- D
- E
- F
- G
- H
- I
- J
- K
- L
- M
- N
- O
- P
- Q
- R
- S
- T
- U
- V
- W
- X
- Y
- Z

## I
- Rue d'Iéna
- Rue d'Israël
- Rue d'Italie

- Haut – A
- B
- C
- D
- E
- F
- G
- H
- I
- J
- K
- L
- M
- N
- O
- P
- Q
- R
- S
- T
- U
- V
- W
- X
- Y
- Z

## J
- Rue Jean-Pierre Brun
- Rue Jean-Baptiste-Estelle
- Place Jean Jaurès
- Rue Jean Roque
- Rue Joseph Autran
- Avenue Jules-Cantini
- Rue Jules Moulet

- Haut – A
- B
- C
- D
- E
- F
- G
- H
- I
- J
- K
- L
- M
- N
- O
- P
- Q
- R
- S
- T
- U
- V
- W
- X
- Y
- Z

## L
- Rue Lacédémone
- Rue Lafon
- Rue Lamartine
- Rue Langeron
- Impasse Laurana
- Rue Lejeune
- Impasse Lejeune
- Cours Lieutaud
- Rue de Lodi
- Rue de la Loubière
- Traverse Louis Gondrand
- Rue Louis Maurel
- Boulevard Louis-Salvator

- Haut – A
- B
- C
- D
- E
- F
- G
- H
- I
- J
- K
- L
- M
- N
- O
- P
- Q
- R
- S
- T
- U
- V
- W
- X
- Y
- Z

## M
- Rue de Madagascar
- Impasse de Madagascar
- Rue du Maréchal Lannes
- Rue de Marengo
- Rue de la Martinique
- Rue Mascaron
- Rue Maurice Favier
- Rue Melchion
- Rue Menpenti
- Rue de Milly
- Rue de Mondovi
- Rue de Montevideo
- Impasse Montevideo
- Rue Montgrand
- Place Monthyon

- Haut – A
- B
- C
- D
- E
- F
- G
- H
- I
- J
- K
- L
- M
- N
- O
- P
- Q
- R
- S
- T
- U
- V
- W
- X
- Y
- Z

## N
- Rue Nau
- Rue de Navarin
- Boulevard Notre-Dame
- Montée Notre-Dame
- Rue Notre-Dame des Anges
- Place Notre-Dame du Mont

- Haut – A
- B
- C
- D
- E
- F
- G
- H
- I
- J
- K
- L
- M
- N
- O
- P
- Q
- R
- S
- T
- U
- V
- W
- X
- Y
- Z

## O
- Rue des Oblats
- Montée de l'Oratoire

- Haut – A
- B
- C
- D
- E
- F
- G
- H
- I
- J
- K
- L
- M
- N
- O
- P
- Q
- R
- S
- T
- U
- V
- W
- X
- Y
- Z

## P
- Rue de la Paix Marcel Paul
- Rue de la Palud
- Rue du Panorama
- Rue Paradis
- Rue Pastoret
- Place Paul Cézanne
- Boulevard Paul Doumer
- Rue Paul Gondard
- Boulevard Paul-Peytral
- Rue Perrin Solliers
- Rue Pierre Dupré
- Rue Pierre Lalou
- Rue Pierre Laurent
- Cours Pierre Puget
- Rue Plateau-Cherchell
- Rue de Pointe-à-Pitre
- Avenue du Prado
- Place de la Préfecture
- Rue Professeur Emile Cassoute
- Rue Prosper-Grésy
- Rue Pythagore

- Haut – A
- B
- C
- D
- E
- F
- G
- H
- I
- J
- K
- L
- M
- N
- O
- P
- Q
- R
- S
- T
- U
- V
- W
- X
- Y
- Z

## R
- Rue Raoul Busquet
- Traverse Raynouard
- Rue Renoux
- Rue de Rivoli
- Rue Roger Brun
- Rue de Rome
- Rue du Rouet
- Rue Roux de Brignoles

- Haut – A
- B
- C
- D
- E
- F
- G
- H
- I
- J
- K
- L
- M
- N
- O
- P
- Q
- R
- S
- T
- U
- V
- W
- X
- Y
- Z

## S
- Rue Saint-Adrien
- Rue Saint-Ferréol
- Rue Saint-François d'Assise
- Rue Saint-Jacques
- Rue Saint-Léopold
- Impasse Saint-Léopold
- Rue Saint-Luc
- Rue Saint-Michel
- Rue Saint-Pierre
- Rue Saint-Sébastien
- Rue Saint-Suffren
- Impasse Sainte-Catherine
- Rue Sainte-Cécile
- Rue Sainte-Victoire
- Place Santa Maria
- Impasse Sébastien Casanova
- Rue de Solférino
- Rue Stanislas Torrents
- Rue Sylvabelle

- Haut – A
- B
- C
- D
- E
- F
- G
- H
- I
- J
- K
- L
- M
- N
- O
- P
- Q
- R
- S
- T
- U
- V
- W
- X
- Y
- Z

## T
- Rue des Tartares
- Boulevard Théodore Thurner
- Rue Théophile-Decanis
- Rue de Tilsit
- Avenue de Toulon
- Rue des Trois-Frères-Barthélemy
- Rue des Trois Mages
- Rue des Trois Rois

- Haut – A
- B
- C
- D
- E
- F
- G
- H
- I
- J
- K
- L
- M
- N
- O
- P
- Q
- R
- S
- T
- U
- V
- W
- X
- Y
- Z

## V
- Place Valère Bernard
- Place Varian Fry
- Boulevard Vauban
- Rue de Venise
- Rue Vian
- Rue des Vignerons
- Rue de Village
- Traverse du Villageon
- Rue Villas Paradis
- Rue Vincent Courdouan
- Boulevard Vincent Delpuech

- Haut – A
- B
- C
- D
- E
- F
- G
- H
- I
- J
- K
- L
- M
- N
- O
- P
- Q
- R
- S
- T
- U
- V
- W
- X
- Y
- Z